# Discriminación religiosa

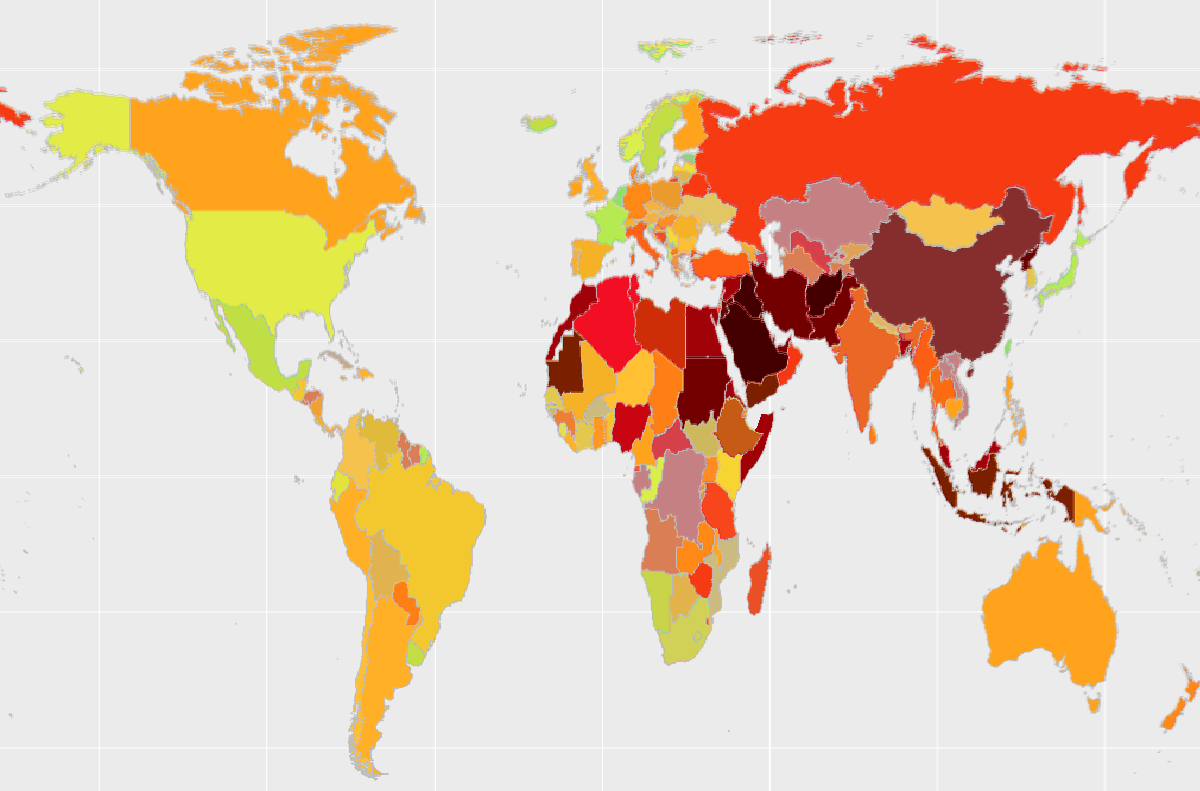
Mapa de discriminación contra los no religiosos en el Informe de Libertad de Pensamiento de IHEU

La discriminación religiosa consiste en tratar a una persona o grupo, de manera no favorable debido a sus creencias religiosas. Esto incluye cuando los adeptos de diferentes religiones, confesiones o no religiones son tratados de manera desigual debido a estas creencias, ya sea ante la ley o en entornos institucionales, como el empleo o la vivienda.
Está relacionada con la persecución religiosa.
Incluso en las sociedades donde la libertad religiosa es un derecho constitucional, los adeptos de minorías religiosas a veces expresan su preocupación por la discriminación religiosa

## En países de Occidente

### Estados unidos
En una consulta de 1979 sobre el tema, la Comisión de Derechos Civiles de los Estados Unidos definió la discriminación religiosa en relación con los derechos civiles amparado por la Decimocuarta Enmienda de la Constitución de los Estados Unidos. Mientras que las libertades civiles religiosas, como el derecho a mantener o no una creencia religiosa, son esenciales para la libertad religiosa (en los Estados Unidos respaldada por la Primera Enmienda). La discriminación religiosa ocurre cuando a alguien se le niega «la misma protección de las leyes, igualdad de condición jurídica, igualdad de trato en la administración de justicia e igualdad de oportunidades y acceso al empleo, la educación, la vivienda, los servicios y las instalaciones públicas y el alojamiento público debido al ejercicio de su derecho a la libertad religiosa».
Sin embargo, los casos de discriminación religiosa también pueden ser el resultado de una interferencia del ámbito religioso con otros ámbitos públicos que están regulados por la ley. Por ejemplo, aunque en Estados Unidos la Cláusula de Ejercicio Libre de la Primera Enmienda establece que «el congreso no hará ninguna ley que respete el establecimiento de una religión o prohíba el libre ejercicio de la misma», 
en el caso Reynolds v. Estados Unidos, el tribunal supremo de Estados Unidos decidió que el deber religioso no era una defensa adecuada para una acusación penal. En este caso específico, no se considera que una ley contra la bigamia discrimine a los mormones, que dejaron de practicar la poligamia en 1890.

### Canadá
En Canadá, durante 1995-1998, Terranova y Labrador solo tuvo escuelas cristianas (cuatro de ellas, Pentecostales, Católicas y Adventistas del Séptimo Día, entre otras). El derecho a organizar escuelas religiosas con apoyo público solo se le otorgó a ciertas confesiones cristianas, por lo tanto, el dinero recaudado se utilizó para financiar a un grupo selecto de confesiones cristianas. Las escuelas denominacionales también podrían rechazar la admisión de un estudiante o la contratación de un maestro calificado por motivos puramente religiosos. Quebec ha utilizado dos sistemas escolares, uno protestante y el otro católico, pero parece que este sistema sería reemplazado por dos sistemas escolares seculares: uno francés y el otro inglés.
Ontario tuvo dos sistemas escolares que se remontaban antes de la Confederación. La Ley de América del Norte Británica de 1867 (BNA) otorgó a las provincias jurisdicción sobre la educación. El artículo 93 de la ley BNA ofrecía protección constitucional para las escuelas denominacionales tal como existían en la ley en el momento de la Confederación. Al igual que las «escuelas públicas», las escuelas católicas están totalmente financiadas desde el jardín de infantes hasta el grado 12. Sin embargo, los profundos cambios demográficos de las últimas décadas han convertido a la provincia de Ontario en una sociedad multicultural, multirracial y multirreligiosa. La idea de que un grupo religioso tenga el privilegio de financiar escuelas con fondos públicos se estuvo volviendo inaceptable en una sociedad pluralista, multicultural y secular. 
La universidad canadiense basada en la fe, Trinity Western University (TWU) enfrentó un reto por los miembros de la comunidad legal LGBT debido a su libertad para educar a los estudiantes en un contexto de universidad privada mientras que tienen ciertos «valores religiosos», como la libertad de discriminar a otras personas, lo que incluye exigir a los estudiantes que firmen un juramento de castidad y negar a los estudiantes LGBT los mismos derechos que a los estudiantes heterosexuales.

### Grecia
En Grecia desde la independencia del gobierno de los otomanos musulmanes en el siglo XIX, la Iglesia ortodoxa griega ha recibido un estatus privilegiado y, junto con la Iglesia católica, algunas Iglesias protestantes, el judaísmo y el islam son religiones reconocidas. La minoría musulmana afirma que Grecia persiste y sistemáticamente discrimina a los musulmanes.
Recientemente, el profesor Nick Drydakis de la Universidad de Anglia Ruskin, examinó la afiliación religiosa y el prejuicio de empleo en Atenas, mediante la implementación de un estudio de campo experimental. Los resultados del mercado laboral (obtención de un empleo y el salario mínimo) se evaluaron para tres minorías religiosas (pentecostales, evangélicos y testigos de Jehová). Los resultados indicaron que las minorías religiosas experimentaban un prejuicio de empleo. Además, estas minorías se enfrentan a mayores limitaciones respecto a la obtención de trabajos más prestigiosos en comparación con trabajos de menor prestigio. El prejuicio para la obtención de un trabajo es más alto para las mujeres pertenecientes a minorías religiosas. En todos los casos, los testigos de Jehová enfrentan el mayor prejuicio.

### México
De acuerdo con un informe de Prácticas de Derechos Humanos del departamento de Estado de Estados Unidos sobre México, se reportó que «algunos funcionarios locales infringían la libertad religiosa, especialmente en el sur».

## En Oriente Medio

### Irak
Los cristianos asirios han sufrido discriminación desde la política de arabización de Saddam Hussein en la década de 1980, y el último caso de discriminación fue la invasión de ISIS a las llanuras de Nínive y Mosul, donde decenas de miles de personas se vieron obligadas a huir y fueron destruidos múltiples sitios cristianos. El número de cristianos en Irak desde la invasión de 2003 ha disminuido en un 60%. Igualmente, según un informe de 2016 respecto a la libertad religiosa en el mundo, Irak es clasificado como un país de persecución cuya situación de persecución religiosa es mayor y un problema agudo.

### Turquía
Históricamente, la discriminación religiosa en Turquía ha sido un problema serio, con los genocidios armenios, griegos y asirios ocurriendo allí. La discriminación ha continuado en la guerra civil siria. En un caso, Turquía permitió a los miembros de Al Nusra, un grupo terrorista islámico radical que controla la tierra en Siria, ingresar a través de sus fronteras y luego a la ciudad cristiana mayoritariamente armenia de Kessab, que está justo en la frontera entre Siria y Turquía. Al Nusra allanó la ciudad, capturando a los que no huyeron. Procedieron a llevar a sus cautivos a la ciudad turca de Iskenderun.

## En Asia del Sur

### Pakistán
La discriminación religiosa en Pakistán es considerada un problema grave, e incluye hindufobia. Se registraron varios incidentes de discriminación con algunos hallazgos de apoyo del propio estado. En un caso de discriminación religiosa sancionada por la Constitución, los no musulmanes en Pakistán no pueden convertirse en primer ministro de la Presidencia, incluso si son ciudadanos pakistaníes. La ley contra la blasfemia en Pakistán, según los críticos, «está siendo usada abrumadoramente para perseguir a las minorías religiosas y resolver venganzas personales».
Los musulmanes Áhmadis han sido objeto de persecución significativa y en ocasiones son declarados como «no musulmanes».